# Трактат
Трактат (лат. tractacus, tractare) је теоријска расправа, студија или спис о неком проблему, питању. У праву се под трактатом подразумева међународни оквир.
Дела многих писаца, филозофа, научника, мислиоца, професора написана су у форми трактата. 

## Познати трактати (избор)
- Владалац — Николо Макијавели
- Капитал — Карл Маркс
- Умеће ратовања — Сун Цу
- Други пол — Симон де Бовоар
- Богатство народа — Адам Смит
- О пореклу врста — Чарлс Дарвин